# Bráulio Barbosa de Lima
Bráulio Barbosa de Lima, beter bekend als Bráulio, (Porto Alegre, 4 augustus 1948) is een voormalig Braziliaanse voetballer. 

## Biografie
Bráulio begon zijn carrière bij Internacional uit zijn geboortestad. Van 1969 tot 1973 won hij met de club vijf keer op rij het Campeonato Gaúcho. Van 1974 tot 1976 speelde hij voor America uit Rio de Janeiro en won hiermee in 1974 de Taça Guanabara. Zijn laatste prijs behaalde hij in 1979 bij Coritiba toen hij daar ook staatskampioen mee werd. Hij sloot zijn carrière af bij het Chileens Universidad de Chile.